# The Wire (miesięcznik)
The Wire – brytyjski miesięcznik muzyczny publikowany w języku angielskim, założony w 1982 roku przez promotora jazzowego Anthony'ego Wooda i dziennikarza Chrissiego Murraya.